# Angla
Ne doit pas être confondu avec Anglars ou Anglas.
Angla est un village de l'Ouest estonien se situant dans la commune de Leisi dans le comté de Saare.Le village compte 18 habitants (au 31 décembre 2021).

## Localisation et histoire
Angla est un village de la paroisse de Saaremaa, dans le comté de Saare, à l'ouest de l'Estonie.
Le village est situé à 31 km au nord-est de la capitale de l'île, Kuressaare,.
Le lieu a été mentionné pour la première fois en 1547 sous le nom de « Hangel ».
Avant la réforme administrative de 2017, le village faisait partie de la  commune de Leisi.

## Moulins à vent
Angla est connue pour ses moulins à vent situés sur une colline non loin du centre du village à l'endroit nommé  Mühlenberg d'Angla . Des douze moulins à vent qui existaient autrefois dans la ville, quatre moulins sur pivot et un moulin à vent hollandais sont conservés dans leur forme originale. Le plus ancien date de 1880 et la plus récent de 1927.

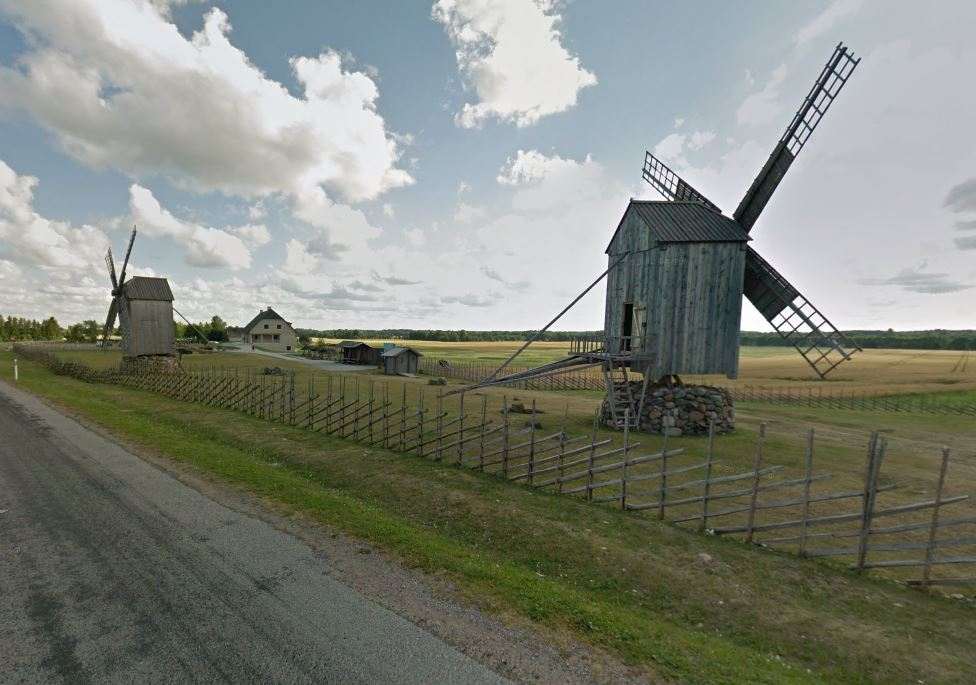
Moulins à vent d'Angla